# Anthicus salinus
Anthicus salinus là một loài bọ cánh cứng trong họ Anthicidae. Loài này được Crotch miêu tả khoa học năm 1867.